# Francesco Stanzione
Francesco Stanzione (Sant'Agata de' Goti, 21 novembre 1953) è un allenatore di calcio ed ex calciatore italiano, di ruolo libero.

## Carriera
Ha militato in Serie A col Napoli, con cui ha disputato la stagione 1977-1978 da titolare, ottenendo 28 presenze in campionato e disputando la finale di Coppa Italia persa contro l'Inter.
Ha in seguito militato in Serie B con le maglie di Monza, con cui nella stagione 1978-1979 ha mancato la promozione in Serie A allo spareggio contro il Pescara, e Foggia. In carriera ha collezionato complessivamente 28 presenze in Serie A, e 105 presenze e 7 reti in Serie B.

## Palmarès

### Club

#### Competizioni nazionali
- Campionato Interregionale: 1

Montevarchi: 1983-1984
- Coppa Italia Dilettanti: 1

Montevarchi: 1983-1984